# La Saulce
Pour les articles homonymes, voir Saulce.
La Saulce est une commune française, située dans le département des Hautes-Alpes en région Provence-Alpes-Côte d'Azur.

## Géographie

### Localisation
Située entre le Pic de Crigne et Gap, elle bénéficie d'un relief alpin.
Cette commune aux 1 375 habitants culmine à 585 mètres d'altitude et est ensoleillée plus de 300 jours par an.
Quatre communes sont limitrophes :
|                    | Fouillouse | Tallard                           |
| Lardier-et-Valença | La Saulce  |                                   |
|                    |            | Curbans (Alpes-de-Haute-Provence) |

### Transports
La commune est traversée par la route départementale 1085, reliant Sisteron à Gap, ancienne route nationale 85 jusqu'au carrefour giratoire avec la fin de l'autoroute A51 puis actuelle au-delà. Cette autoroute permet un accès vers Marseille.
Une route départementale 19, au sud-est de la commune, permet de franchir la Durance en direction de Curbans.

### Climat
Pour des articles plus généraux, voir Climat de Provence-Alpes-Côte d'Azur et Climat des Hautes-Alpes.
En 2010, le climat de la commune est de type climat méditerranéen altéré, selon une étude du Centre national de la recherche scientifique s'appuyant sur une série de données couvrant la période 1971-2000. En 2020, Météo-France publie une typologie des climats de la France métropolitaine dans laquelle la commune est exposée à un climat de montagne ou de marges de montagne et est dans la région climatique Alpes du sud, caractérisée par une pluviométrie annuelle de 850 à 1 000 mm, minimale en été.
Pour la période 1971-2000, la température annuelle moyenne est de 10,9 °C, avec une amplitude thermique annuelle de 18,2 °C. Le cumul annuel moyen de précipitations est de 943 mm, avec 7,3 jours de précipitations en janvier et 5,1 jours en juillet. Pour la période 1991-2020, la température moyenne annuelle observée sur la station météorologique de Météo-France la plus proche, « Tallard », sur la commune de Tallard à 5 km à vol d'oiseau, est de 11,3 °C et le cumul annuel moyen de précipitations est de 766,0 mm. 
La température maximale relevée sur cette station est de 40 °C, atteinte le 28 juin 2019 ; la température minimale est de −20,5 °C, atteinte le 13 janvier 1987,,.
Les paramètres climatiques de la commune ont été estimés pour le milieu du siècle (2041-2070) selon différents scénarios d'émission de gaz à effet de serre à partir des nouvelles projections climatiques de référence DRIAS-2020. Ils sont consultables sur un site dédié publié par Météo-France en novembre 2022.

## Urbanisme

### Typologie
Au 1er janvier 2024, La Saulce est catégorisée bourg rural, selon la nouvelle grille communale de densité à 7 niveaux définie par l'Insee en 2022.
Elle est située hors unité urbaine. Par ailleurs la commune fait partie de l'aire d'attraction de Gap, dont elle est une commune de la couronne,. Cette aire, qui regroupe 73 communes, est catégorisée dans les aires de 50 000 à moins de 200 000 habitants,.

### Occupation des sols
L'occupation des sols de la commune, telle qu'elle ressort de la base de données européenne d’occupation biophysique des sols Corine Land Cover (CLC), est marquée par l'importance des territoires agricoles (47,2 % en 2018), en diminution par rapport à 1990 (62,8 %). La répartition détaillée en 2018 est la suivante : 
zones agricoles hétérogènes (32 %), milieux à végétation arbustive et/ou herbacée (20,7 %), cultures permanentes (15,2 %), forêts (11,6 %), zones urbanisées (10,1 %), zones industrielles ou commerciales et réseaux de communication (8 %), eaux continentales (2,3 %).
L'évolution de l’occupation des sols de la commune et de ses infrastructures peut être observée sur les différentes représentations cartographiques du territoire : la carte de Cassini (XVIIIe siècle), la carte d'état-major (1820-1866) et les cartes ou photos aériennes de l'IGN pour la période actuelle (1950 à aujourd'hui).

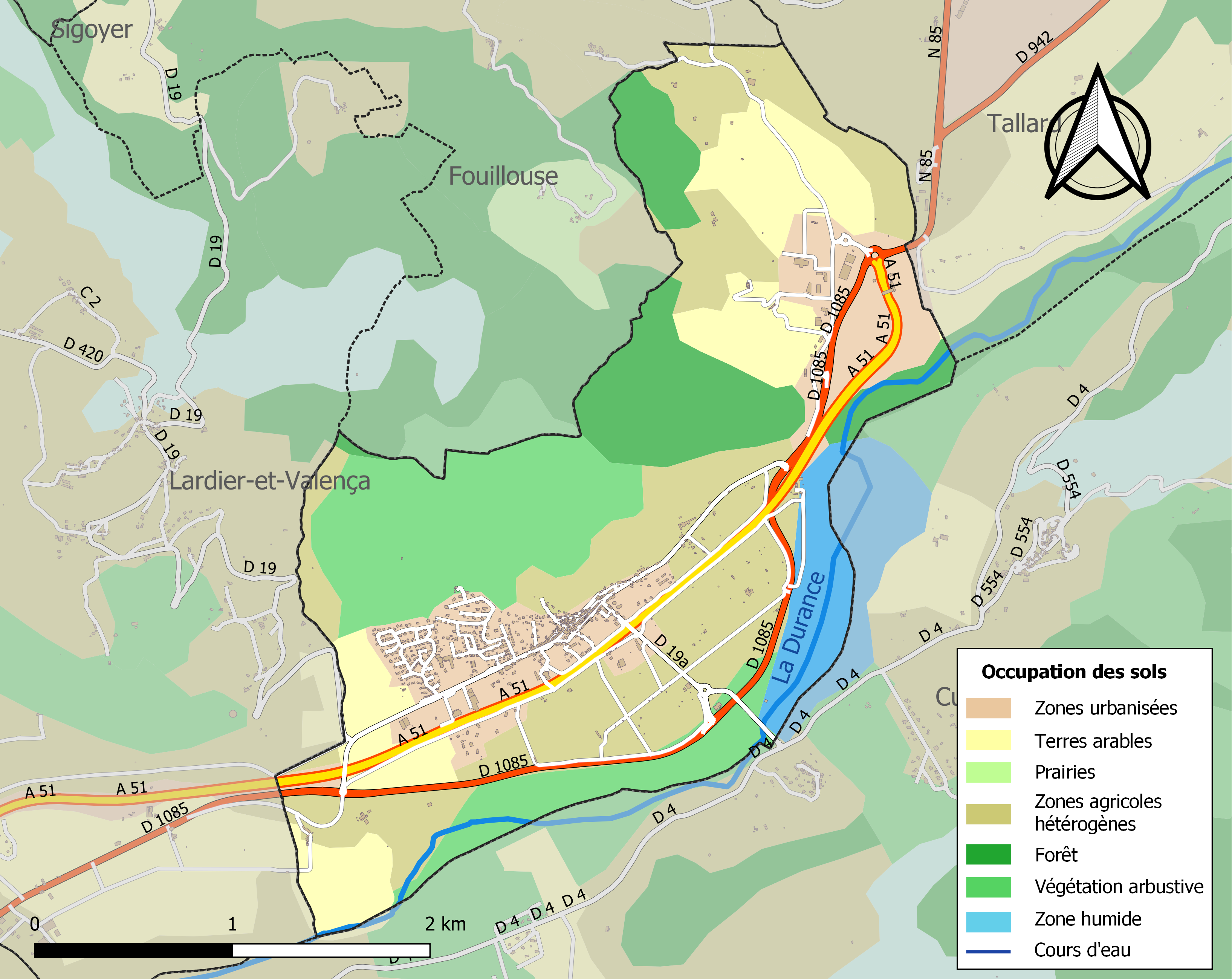
Carte de l'occupation des sols de la commune en 2018 (CLC).

## Toponymie
Le nom de la localité est attesté sous les formes latines Salsa en 1213, La Salsa en 1215, La Saulce en 1516 et rappelle l'existence d'une « source d'eau salée », maintenant disparue.
La Salça en occitan haut-alpin.

## Histoire
Dès 1823, il est signalé l'existence d'une source salée (salica) qui jaillissait autrefois dans ses environs. Le village en aurait tiré son nom.
Dès la fin du Xe siècle, la Saulce fit partie du fief des seigneurs d'Orange qui y firent construire le donjon carré du XIIIe siècle. Ce dernier, dominant la vallée, surveillait la voie romaine. Il fut cédé aux Chevaliers de Saint-Jean qui l'échangèrent avec les Trian, Vicomte de Tallard.

## Les Hospitaliers
Jusqu'en 1326, le fief de Saulce appartenait aux Hospitaliers de l'ordre de Saint-Jean de Jérusalem, qui l'échangèrent contre le comté d'Alife (royaume de Naples). Arnaud de Trian, neveu du pape Jean XXII et jusque-là comte d'Alife, devient donc à partir de cette date, vicomte de Tallard et seigneur de Saulce.

## Politique et administration

### Liste des maires
| Période                                                                            | Période  | Identité       | Étiquette | Qualité |
| ---------------------------------------------------------------------------------- | -------- | -------------- | --------- | --- |
| Les données manquantes sont à compléter.Début= 1900/fin 1904/Identité= Marrou Jean |          |                |           | |
| 1977                                                                               | 2001     | Marcel Lesbros | UDF       | Conseiller général du canton de Tallard (1961-1998) Sénateur (1989-2007) Président du SIVOM du canton de Tallard, puis du district et de la communauté de communes de Tallard-Barcillonnette (1964-2001) |
| février 2019                                                                       | En cours | Roger Grimaud, |           | Ancienne profession intermédiaire |

### Intercommunalité
La Saulce fait partie : 
- de 1992 à 2016, de la communauté de communes de Tallard-Barcillonnette ;
- à partir du 1er janvier 2017, de la communauté d'agglomération Gap-Tallard-Durance.

## Population et société

### Démographie
L'évolution du nombre d'habitants est connue à travers les recensements de la population effectués dans la commune depuis 1793. Pour les communes de moins de 10 000 habitants, une enquête de recensement portant sur toute la population est réalisée tous les cinq ans, les populations de référence des années intermédiaires étant quant à elles estimées par interpolation ou extrapolation. Pour la commune, le premier recensement exhaustif entrant dans le cadre du nouveau dispositif a été réalisé en 2005.

En 2022, la commune comptait 1 375 habitants, en évolution de −9,3 % par rapport à 2016 (Hautes-Alpes : +0,4 %, France hors Mayotte : +2,11 %).
| 1793 | 1800 | 1806 | 1821 | 1831 | 1836 | 1841 | 1846 | 1851 |
| ---- | ---- | ---- | ---- | ---- | ---- | ---- | ---- | ---- |
| 615  | 629  | 615  | 740  | 795  | 813  | 769  | 800  | 754  |

| 1856 | 1861 | 1866 | 1872 | 1876 | 1881 | 1886 | 1891 | 1896 |
| ---- | ---- | ---- | ---- | ---- | ---- | ---- | ---- | ---- |
| 785  | 721  | 714  | 700  | 705  | 710  | 844  | 575  | 556  |

| 1901 | 1906 | 1911 | 1921 | 1926 | 1931 | 1936 | 1946 | 1954 |
| ---- | ---- | ---- | ---- | ---- | ---- | ---- | ---- | ---- |
| 584  | 528  | 547  | 513  | 506  | 523  | 543  | 536  | 513  |

| 1962 | 1968 | 1975 | 1982 | 1990 | 1999 | 2005  | 2006  | 2010  |
| ---- | ---- | ---- | ---- | ---- | ---- | ----- | ----- | ----- |
| 567  | 565  | 688  | 638  | 632  | 905  | 1 168 | 1 190 | 1 302 |

| 2015  | 2020  | 2022  | - | - | - | - | - | - |
| ----- | ----- | ----- | - | - | - | - | - | - |
| 1 502 | 1 397 | 1 375 | - | - | - | - | - | - |

## Culture locale et patrimoine

### Lieux et monuments
- Monument communal
- Ruines « château de la Saulce »
- Église Saint-Jean-Baptiste-et-Saint-Marcellin de La Saulce.
- Médiathèque de La Saulce[27]

## Héraldique
| Blason de Saulce (La) | Blason  | D'argent, à trois pals de gueules, au chef de sinople chargé d'une étoile d'or. |
| Blason de Saulce (La) | Détails | Le statut officiel du blason reste à déterminer.                                |